# Nhiêu Hà
Nhiêu Hà (chữ Hán giản thể: 饶河县, âm Hán Việt: Nhiêu Hà huyện) là một huyện thuộc địa cấp thị Song Áp Sơn, tỉnh Hắc Long Giang, Cộng hòa Nhân dân Trung Hoa. Huyện này có diện tích 6613 km², dân số 140.000 người, mã số bưu chính 155700. Chính quyền huyện đóng ở trấn Nhiêu Hà. Huyện Nhiêu Hà được chia thành 4 trấn, 7 hương và 1 hương dân tộc.
- Trấn: Nhiêu Hà, Tiểu Giai Hà, Tây Phong, Ngũ Lâm Động.
- Hương: Vĩnh Lạc, Đại Thông Hà, Tây Lâm Tử, Tam Nhân Ban, Đại Giai Hà, Sơn Lý, Lư Nguyên.
- Hương dân tộc Mãn và dân tộc Hách Triết Tứ Bài.